# Deiregyne trilineata
Deiregyne trilineata är en orkidéart som först beskrevs av John Lindley, och fick sitt nu gällande namn av Rudolf Schlechter. Deiregyne trilineata ingår i släktet Deiregyne, och familjen orkidéer. Inga underarter finns listade i Catalogue of Life.